# Prosoplus persimilis
Prosoplus persimilis là một loài bọ cánh cứng trong họ Cerambycidae.